# 大草莺属
大草鶯属（学名：Graminicola）是雀形目幽鹛科的一个属，该属包含以下物种：

## 下属物种
本属包括以下物种：
- 南亚草鹛 Graminicola bengalensis Jerdon, 1863。[2]
- 中华草鹛 Graminicola striatus Styan, 1892，中国大陆也称为大草莺。